# Chaenorhinum origanifolium
Chaenorhinum origanifolium es una especie  de planta fanerógama  perteneciente a la familia Plantaginaceae. Algunos expertos lo clasifican dentro de la familia Scrophulariaceae.

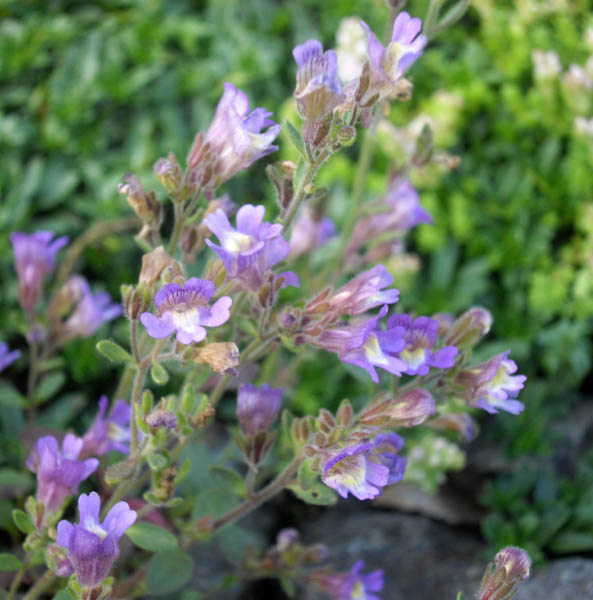
Vista de la planta

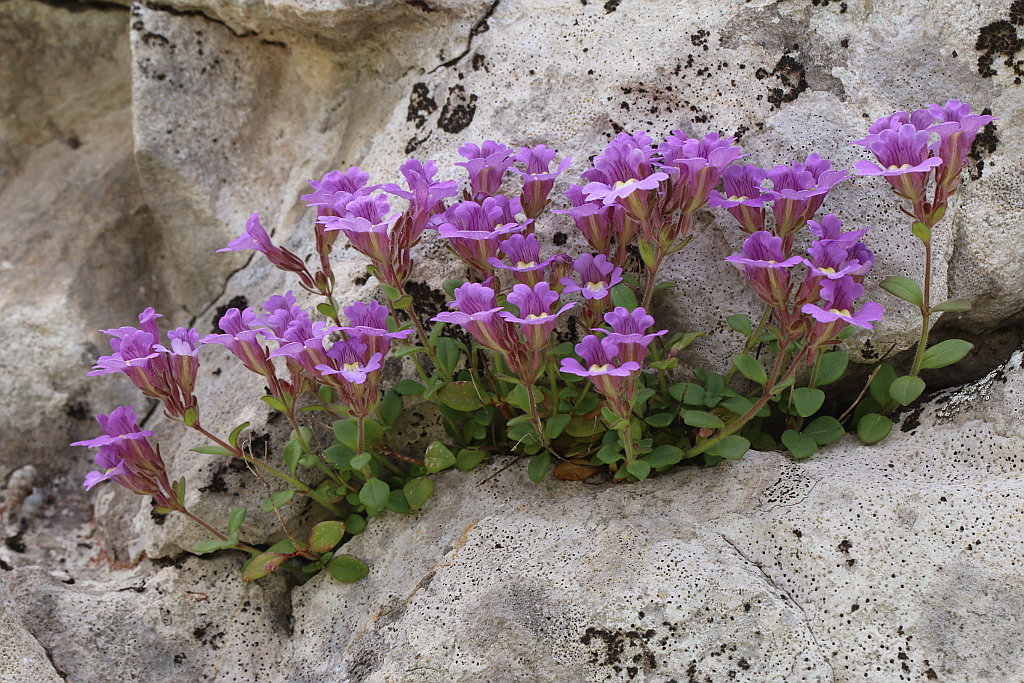
En su hábitat

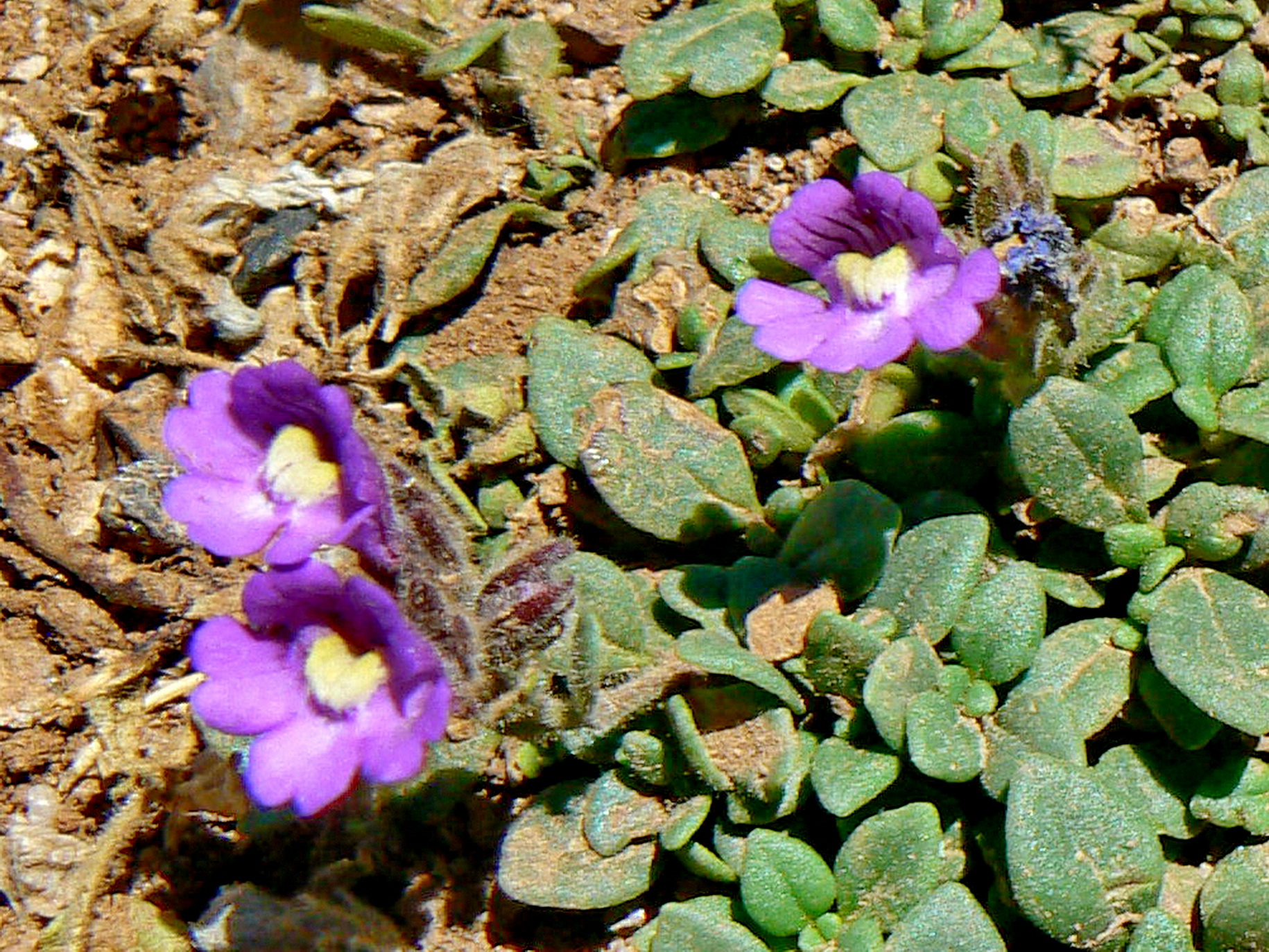
Flores

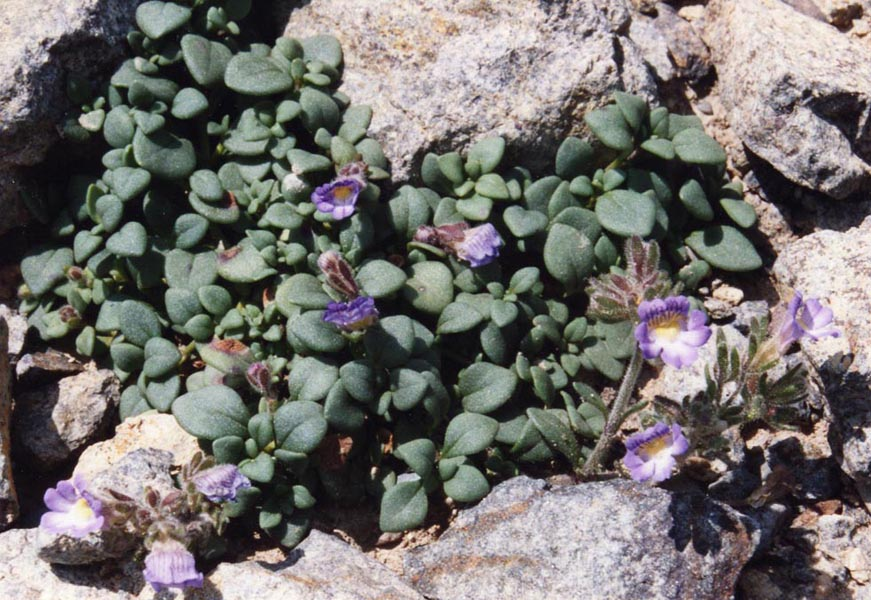
Vista de la planta

## Descripción
Es una hierba perenne, que alcanza un tamaño de hasta 40 cm de altura, no cespitosa, glabra o glandular-pubescente en el tercio inferior, densamente glandular-pubescente en la parte superior, con indumento blanquecino. Tallos  relativamente gruesos y rígidos a delgados y flexuosos, erectos, ascendentes o tendidos, simples o ramificados desde la base, purpúreos en la base. Hojas  de 4-23 × 2-13 mm, pecioladas –pecíolo 1,5-4,5 mm–, de suborbiculares a oblanceoladas, de agudas a obtusas, atenuadas en la bas. Inflorescencia con 2-25 flores, laxa. Flores con pedicelo de 5-30 mm –10-32 mm en la fructificación–, recto, erecto o erecto-patente, levemente acrescente. Cáliz con sépalos linear-espatulados, subagudos, subiguales, de un verde ± purpúreo, con denso indumento glandular-pubescente en la cara externa. Cápsula 2,5-5,5 mm, subglobosa, más corta que el cáliz, con lóculos subiguales, lisa, glandular-pubescente. Semillas de 0,5-0,9 × 0,4-0,5 mm, crestadas, de color pardo obscuro o negro; crestas longitudinales, sinuosas, continuas, en ocasiones levemente anastomosadas, lisas, más altas que anchas.

## Distribución y hábitat
Se encuentra en fisuras y rellanos de roquedos, y gleras, principalmente calizos, también en muros; a una altitud de  0-2600 metros en el SW de Europa. Tercio N de la península ibérica –entre Pirineos y Galicia–, alcanzando el C de Portugal, y Baleares. 

## Taxonomía
Chaenorhinum origanifolium fue descrita por (L.) Kostel.  y publicado en Index Plantarum Horti Caesarii Regii Botanici Pragensis 34. 1844.
Variedades aceptadas
- Chaenorhinum origanifolium subsp. cadevallii (O.Bolòs & Vigo) M.Laínz
- Chaenorhinum origanifolium subsp. crassifolium (Cav.) Rivas Goday & Borja
- Chaenorhinum origanifolium subsp. flexuosum (Desf.) Romo
- Chaenorhinum origanifolium subsp. rodriguezii (Porta) Güemes
- Chaenorhinum origanifolium subsp. segoviense (Willk.) R.Fern.

Sinonimia
- Anarrhinum crassifolium Willd.
- Antirrhinum origanifolium L.
- Antirrhinum villosum Lapeyr.
- Chaenarrhinum origanifolium (L.) Fourr.
- Chaenorhinum brasianum Rouy
- Chaenorhinum burnatii Sennen
- Chaenorhinum crassifolium var. capitatum Willk.
- Chaenorhinum lapeyrousianum (Jord.) Rouy
- Chaenorhinum montserratiorum Holub
- Chaenorhinum origanifolium (L.) Fourr.
- Linaria lapeyrousiana Jord.
- Linaria origanifolia (L.) Cav.[3] 100309610